# Fransèches
 Fransèches  es una comuna (municipio) de Francia, en la región de Lemosín, departamento de Creuse, en el distrito de Aubusson y cantón de Saint-Sulpice-les-Champs.
Su población en el censo de 1999 era de 267 habitantes.
Está integrada en la Communauté de communes du Pays Creuse Thaurion Gartempe.